# Fou austral
Morus serrator
Espèce
Statut de conservation UICN

 LC  : Préoccupation mineure
Le Fou austral (Morus serrator) est une espèce d'oiseaux marins de la famille des Sulidae.

## Description
Les jeunes oiseaux sont noirs la première année et deviennent plus blancs les saisons suivantes, jusqu'à leur maturité après cinq ans.
Les adultes ont un corps blanc avec l'extrémité des ailes noire. Leur tête est jaune avec un bec bleu-gris pâle.

## Alimentation
Il se nourrit de poissons (dont Sardinops neopilchardus, Engraulis australis et Trachurus novaezelandiae). Il consomme aussi des calmars.

## Répartition
Leurs sites de reproduction sont situés sur des îles au large de l'État de Victoria, de la Tasmanie et de la Nouvelle-Zélande.

## Reproduction
Ils nichent normalement en grandes colonies sur les îles côtières. Les couples de Fous restent ensemble pendant plusieurs saisons. La femelle pond un seul œuf, il est couvés par les deux parents durant 44 jours.

## Multimedias

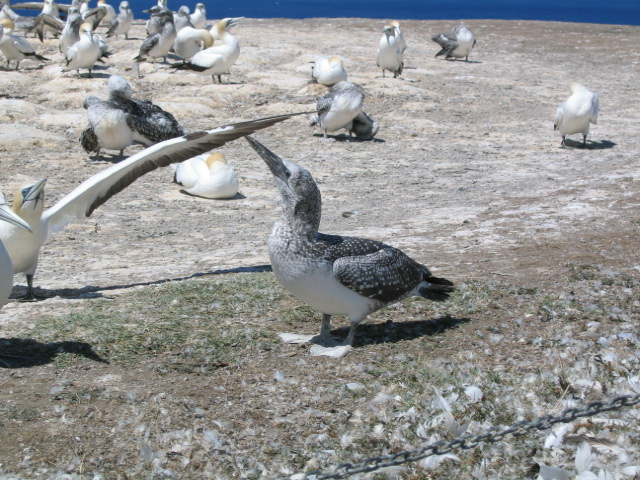
Jeune fou austral, à Cap Kidnappers
- Video d'une colonie bruyante
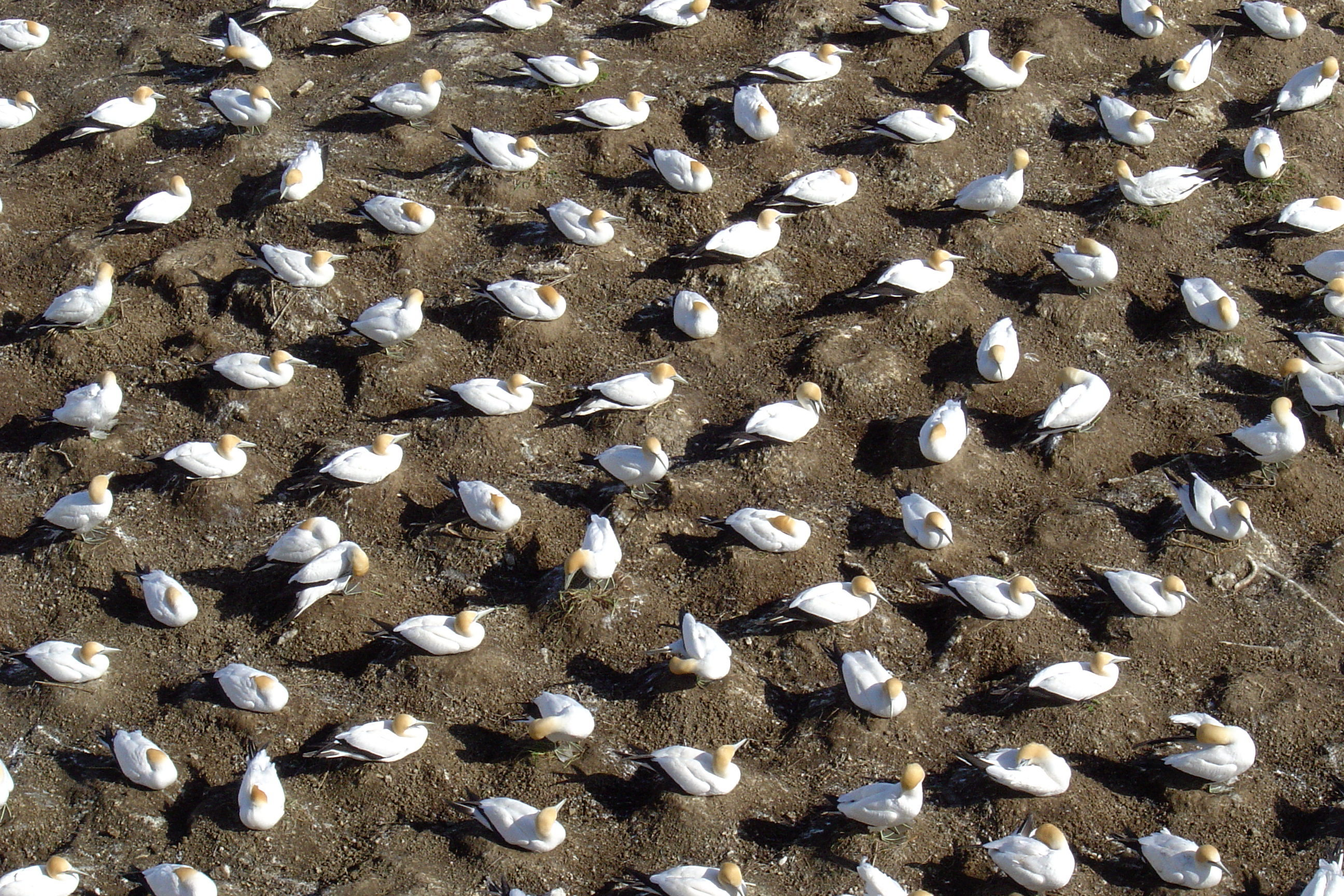
Colonie importante à Muriwai
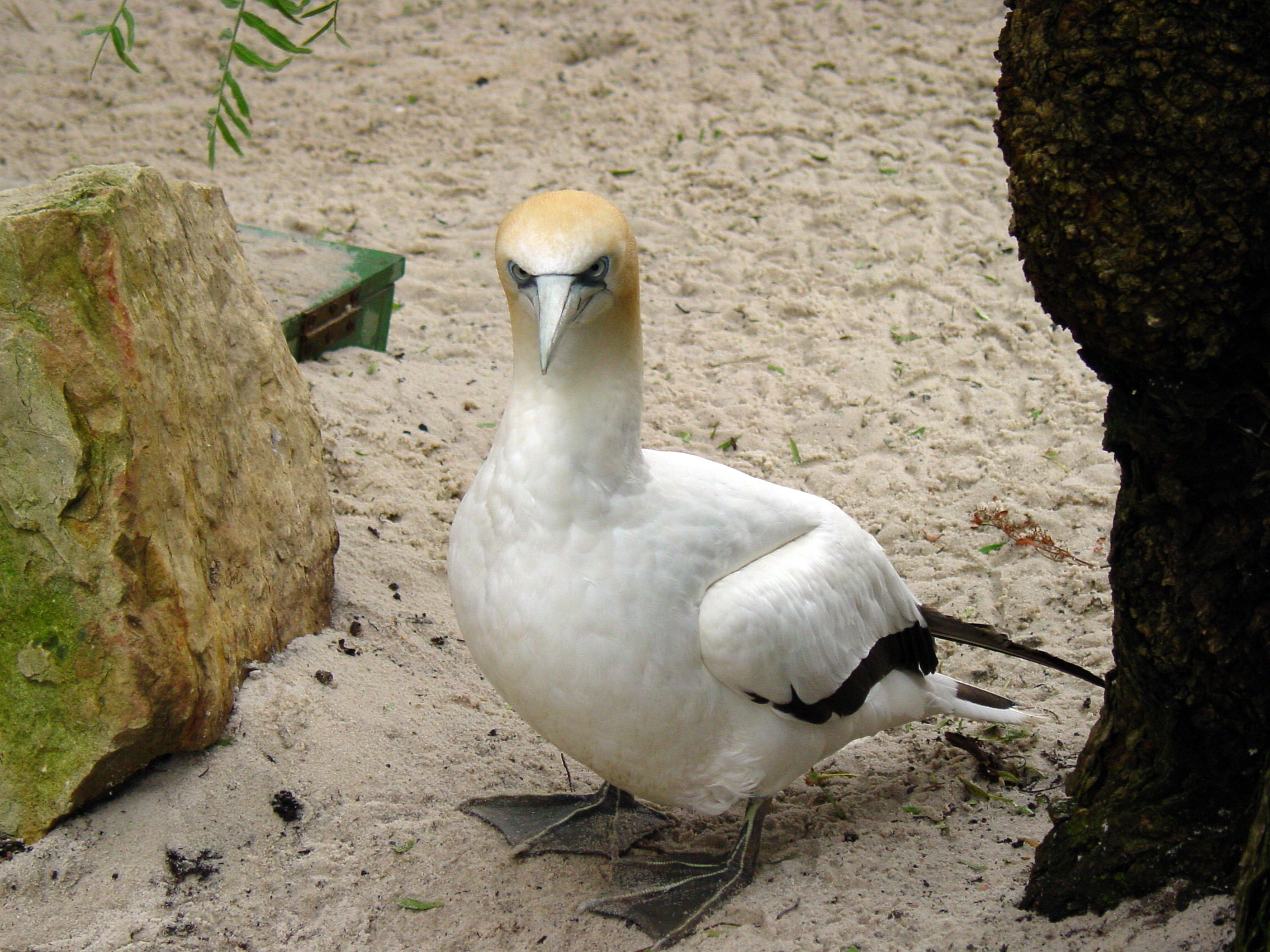
Un fou austral au zoo de Melbourne
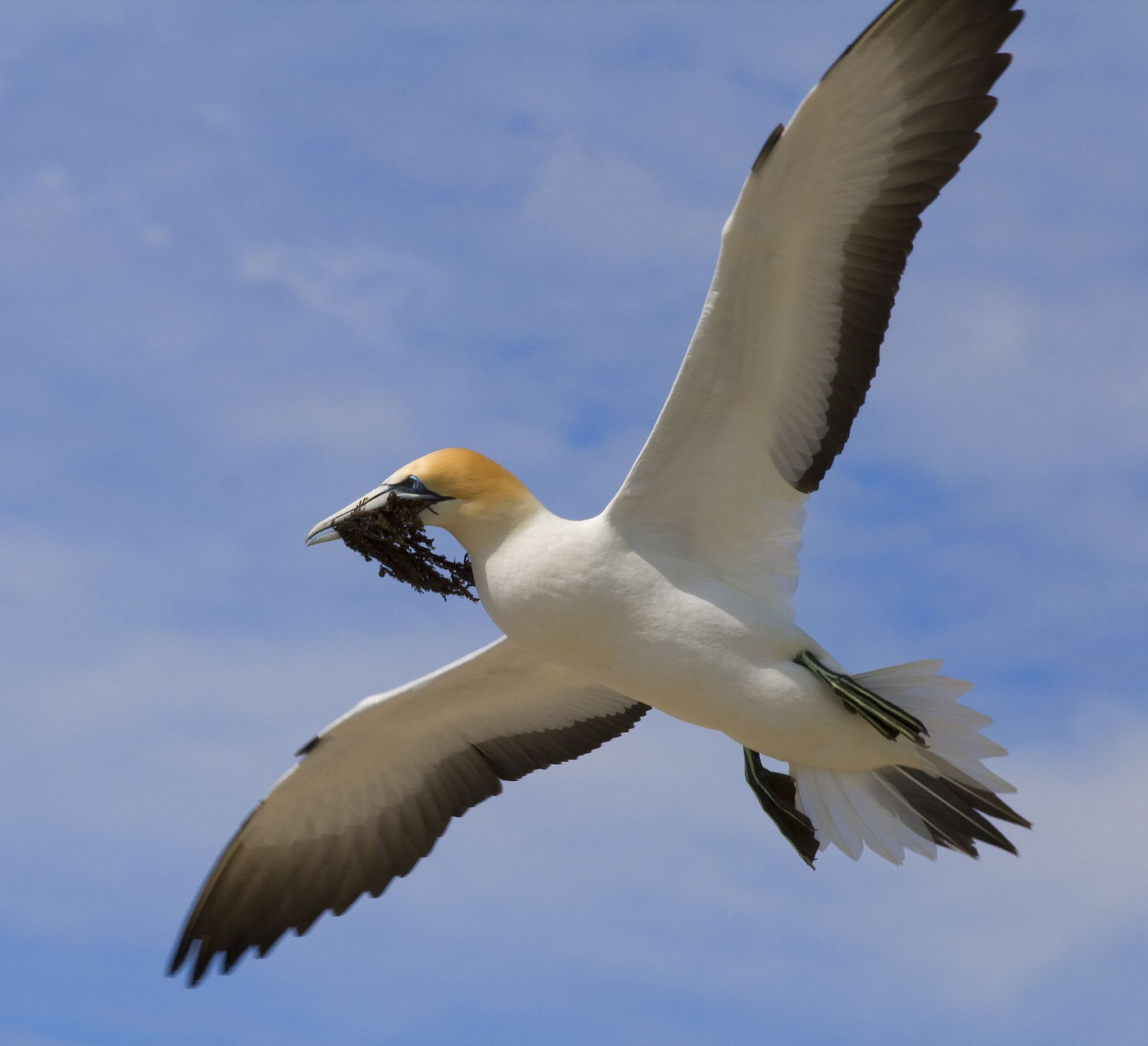
Un fou austral en vol
- Enregistrement sonore d'une colonie de fous
- Enregistrement sonore d'une colonie de fous
- Enregistrement sonore d'une colonie de fous